# Laguardia
Laguardia es un municipio español de la provincia de Álava, en la comunidad autónoma del País Vasco. Está situado a 64 km de la capital, Vitoria, y forma parte de la comarca de la Rioja Alavesa.
Se halla en un altozano, y está rodeada por una muralla que mandó levantar el rey Sancho el Fuerte de Navarra. Todavía se conservan cinco puertas de acceso a la ciudad: Mercadal, Carnicerías, Páganos, San Juan y Santa Engracia. Sus calles y rincones conservan un gran sabor medieval. Su economía está basada en la industria del vino, con elaboración propia y numerosas bodegas.
Su amplio patrimonio le ha permitido pertenecer a la asociación Los pueblos más bonitos de España, siendo la única localidad del País Vasco en la asociación.

## Toponimia
Durante la Edad Media recibió nombres como Leguarda, Gardia, Guardia, Guoardia, Lagarde, Lagardia y Laguoardia, hasta que quedó fijado en el actual Laguardia, siendo el nombre completo "La Guardia de la Sonsierra Navarra".
Existe cierta controversia sobre el nombre en vasco de la localidad. A finales del siglo XIX se extendió la creencia de que antes de la concesión de la carta de villazgo en 1164, la población de Laguardia se había llamado Biasteri. Muchos vieron en Biasteri un topónimo de origen euskérico y se hicieron populares etimologías como bi haitz herri ('pueblo de las dos peñas'). Ello llevó a utilizar Biasteri hasta fechas recientes como nombre en euskera de la localidad. Sin embargo, en los últimos años del siglo XX filólogos e historiadores llegaron a la conclusión consensuada de que Biasteri había sido el nombre antiguo de la vecina localidad de Viñaspre, no de Laguardia, y que por tanto no cabía realizar dicha asociación. Otros defienden que el nombre euskérico original era Legarda. Para ello se basan en que en escrituras medievales anteriores a 1164, año en que la villa recibió sus fueros, entre los límites de Logroño y Marañón figuran los lugares de 'Legarda' y 'Legarde' respectivamente. La Real Academia de la Lengua Vasca consideró que el nombre correcto en euskera de la localidad es Guardia, pero posteriormente se estableció el término de Laguardia para ambos idiomas.

## Geografía

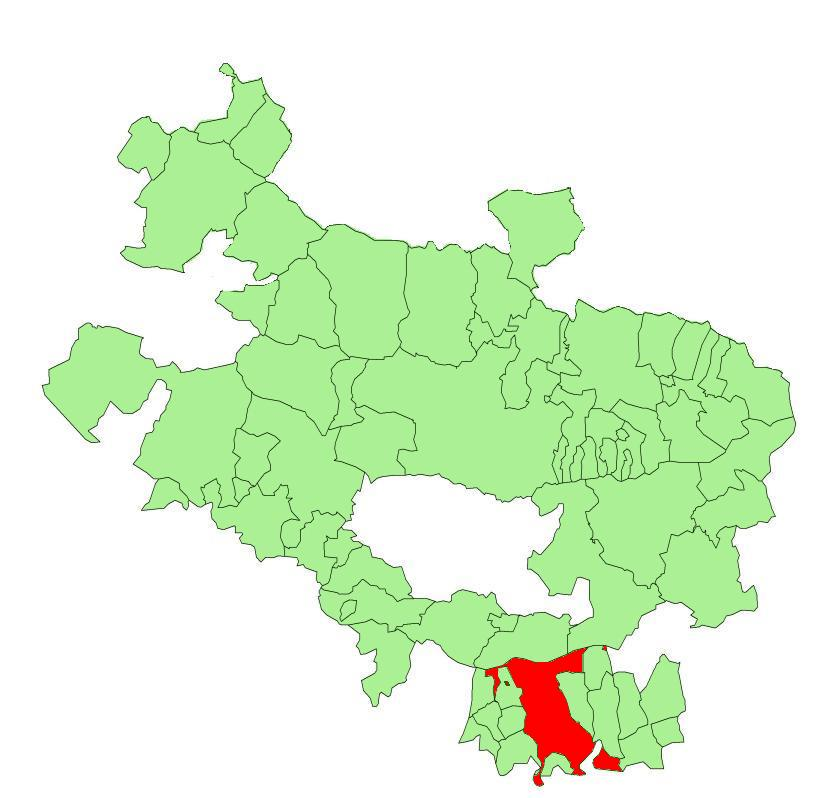
Extensión del municipio en la provincia de Álava

El municipio está formado por la unión de tres localidades, que a su vez son barrios del mismo, un concejo y varios despoblados:

### Localidades
- El Campillar: a 7,5 km del casco urbano, cerca del río Ebro. Tiene 29 habitantes.[4]
- Laserna: a 11 km. Está separado del resto del término municipal por un meandro del río Ebro. Tiene 48 habitantes.[5]
- Laguardia, que es la capital del municipio.

### Concejo
- Páganos

### Despoblados
- Armentarana
- Berberana[6]
- Estobledo[7]
- Quintana
- Reinavilla[8]
- San Mederi[9]

## Historia
En el lugar denominado La Hoya existe un importante yacimiento arqueológico protohistórico. Se trata de un asentamiento o población prerromana de la cultura berona cuyo sustrato abarca un extenso período de más de mil años, aproximadamente desde el siglo XII a. C.hasta el siglo II a. C. Los berones era un pueblo y cultura de origen celta que se extendía por la actual Rioja, la Rioja Alavesa y el Condado de Treviño. Existe otro yacimiento arqueológico importante de los berones en el término de Laguardia, denominado de Santa Engracia, que correspondería a otro asentamiento importante de este pueblo prerromano.
En el año 1164 la villa recibió sus fueros durante el reinado del rey navarro Sancho VI el Sabio. La demarcación inicial comprendía desde las Conchas de Haro hasta el Soto de Íñigo Galíndez, en el actual término de Viana. Fue la cabecera de la comunidad de Villa y Tierra hasta que se fueron creando nuevas villas en su entorno, desgajando el territorio en favor de San Vicente, Labraza y Viana. Aun así, en época medieval fue la principal plaza de la Sonsierra de Navarra.
A lo largo del siglo XV, la zona de la Sonsierra fue escenario de frecuentes enfrentamientos armados entre castellanos y navarros, siendo de especial importancia los de 1429, donde se movilizaron recursos de todo el Reino de Navarra para defenderse de la invasión castellana. Finalmente, en el año 1461 Laguardia y toda la actual Rioja Alavesa cayó bajo control castellano, tras invadir Enrique IV de Castilla estos territorios para ayudar al Príncipe de Viana en su lucha contra su padre, Juan II de Aragón, en la guerra civil de Navarra.

## Demografía
Laguardia cuenta con una población de 1478 habitantes (INE 2024).
| Gráfica de evolución demográfica de Laguardia entre 1842 y 2021 |
| |
| Población de derecho según los censos de población del INE Población de hecho según los censos de población del INEEntre el censo de 1930 y el anterior, crece el término del municipio porque incorpora a 01522 (Páganos) |

## Economía

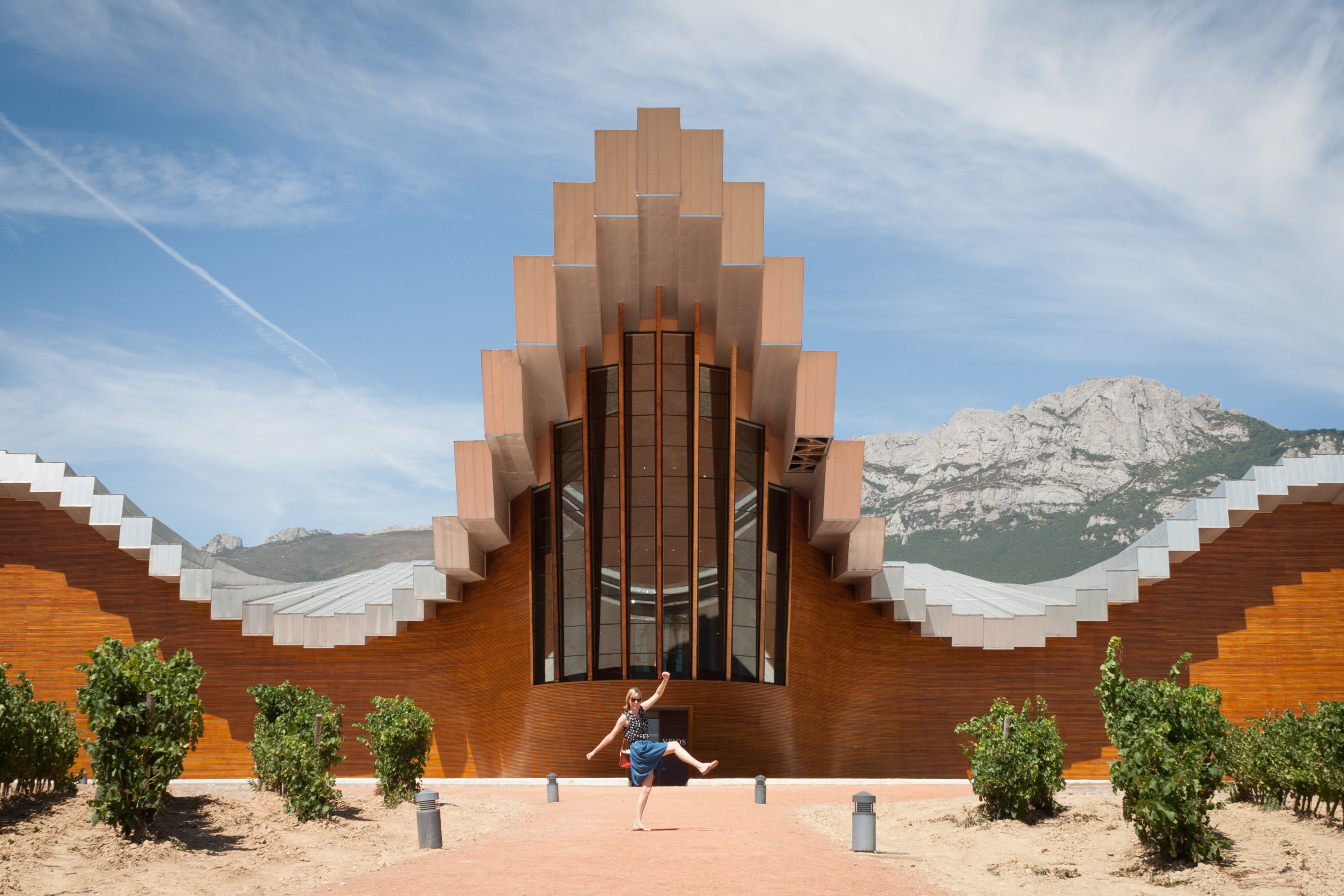
Bodega Ysios

La economía de Laguardia gira en torno al mundo de la viticultura (cultivo de la vid, industria vitivinícola y enoturismo). Laguardia es la capital de la comarca vitivinícola de la Rioja Alavesa. En Laguardia, así como en las localidades de su entorno, se produce vino de la Denominación de Origen Calificada Rioja.

## Administración y política

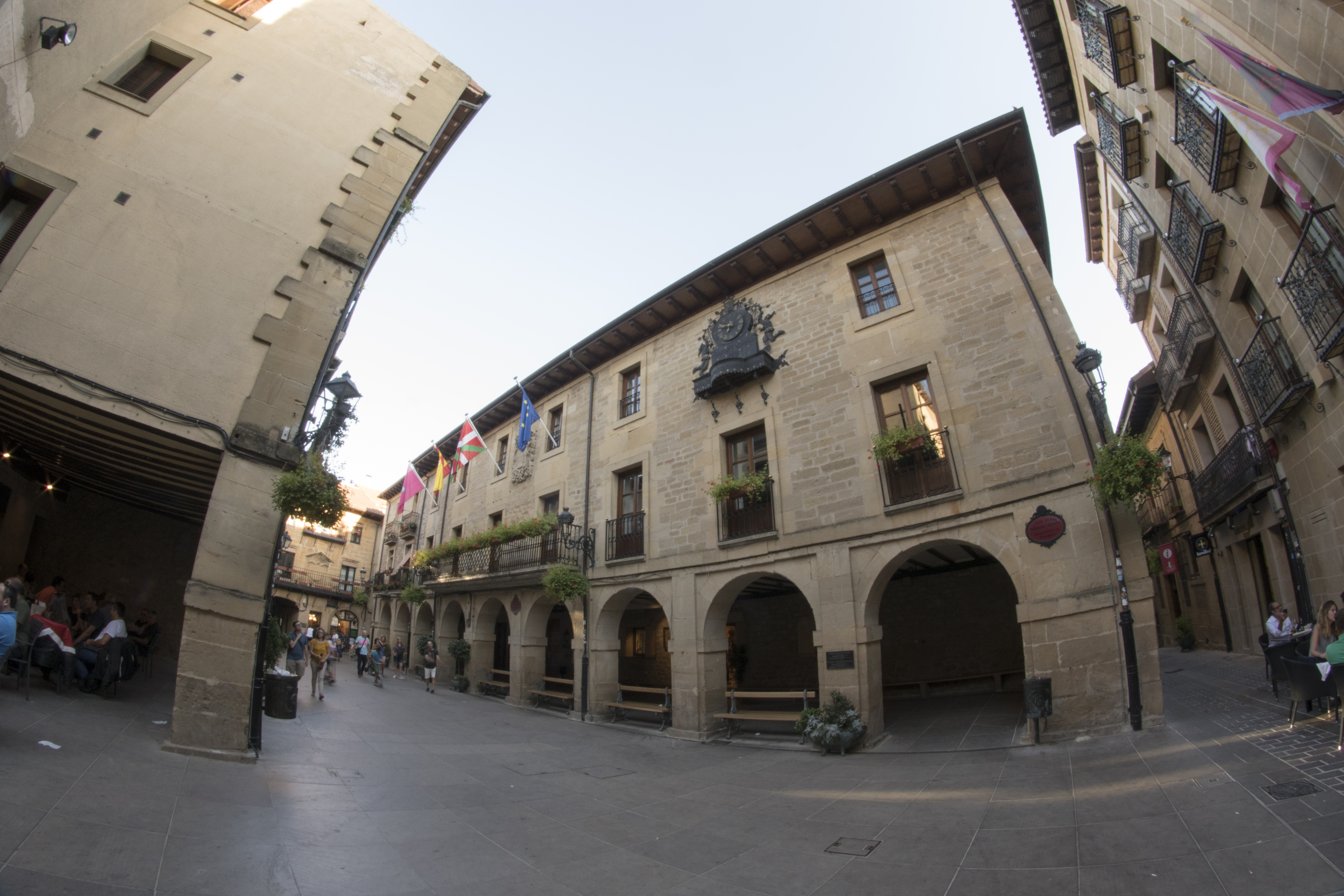
Ayuntamiento de Laguardia

| Periodo   | Nombre                              | Partido | Partido                                                      |
| --------- | ----------------------------------- | ------- | ------------------------------------------------------------ |
| 1979-1983 | Javier Sampedro Sampedro            |         | Unión de Centro Democrático (UCD)                            |
| 1983-1991 | Javier Sampedro Sampedro            |         | Alianza Popular (AP)                                         |
| 1995-1999 | José Antonio Briones                |         | Partido Popular del País Vasco (PP)                          |
| 1999-2007 | Javier Sampedro Sampedro            |         | Partido Popular del País Vasco (PP)                          |
| 2007-2011 | María Jesús Amelibia Argote         |         | Euzko Alderdi Jeltzalea-Partido Nacionalista Vasco (EAJ-PNV) |
| 2011-2015 | José Manuel Amézaga Cuende          |         | Partido Popular del País Vasco (PP)                          |
| 2015-2019 | Pedro León García de Olano          |         | Partido Popular del País Vasco (PP)                          |
| 2019-2022 | Lucio Castañeda Martínez de Treviño |         | Euzko Alderdi Jeltzalea-Partido Nacionalista Vasco (EAJ-PNV) |
| 2022-act. | Raúl García Ezquerro                |         | Euzko Alderdi Jeltzalea-Partido Nacionalista Vasco (EAJ-PNV) |

| Partido político                                              | 2019         | 2019         | 2015         | 2015         | 2011      | 2011       | 2007      | 2007       | 2003        | 2003        | 1999    | 1999       | 1995    | 1995       | 1991  | 1991       |
| Partido político                                              | %            | Concejales   | %            | Concejales   | %         | Concejales | %         | Concejales | %           | Concejales  | %       | Concejales | %       | Concejales | %     | Concejales |
| Partido Popular del País Vasco (PP)                           | 31,01        | 3            | 39,56        | 4            | 50,24     | 5          | 43,93     | 4          | 52,82       | 5           | 59,69   | 6          | 47,60   | 5          | 29,30 | 3          |
| Euzko Alderdi Jeltzalea-Partido Nacionalista Vasco (EAJ-PNV)  | 28,48        | 3            | 23,73        | 2            | 30,11     | 3          | 35,54     | 4          | 41,64       | 4           | 26,17   | 3          | 39,04   | 4          | 38,41 | 4          |
| Euskal Herria Bildu (EH Bildu)-Bildu                          | 23,73        | 2            | 22,15        | 2            | 14,13     | 1          | —         | —          | —           | —           | —       | —          | —       | —          | —     | —          |
| Partido Socialista de Euskadi-Euskadiko Ezkerra (PSE-EE PSOE) | 8,97         | 1            | 4,01         | 0            | 3,97      | 0          | 5,33      | 0          | 4,25        | 0           | 3,53    | 0          | 3,46    | 0          | 8,28  | 1          |
| AELAGUARDIA                                                   | 6,22         | 0            | —            | —            | —         | —          | —         | —          | —           | —           | —       | —          | —       | —          | —     | —          |
| Eusko Alkartasuna (EA)                                        | Con EH Bildu | Con EH Bildu | Con EH Bildu | Con EH Bildu | Con Bildu | Con Bildu  | Con Bildu | Con Bildu  | 8,88        | 1           | Con PNV | Con PNV    | Con PNV | Con PNV    | 5,18  | 0          |
| Ciudadanos (CS)                                               | —            | —            | 8,23         | 1            | —         | —          | —         | —          | —           | —           | —       | —          | —       | —          | —     | —          |
| Eusko Abertzale Ekintza-Acción Nacionalista Vasca (EAE-ANV)   | —            | —            | —            | —            | —         | —          | 3,75      | 0          | —           | —           | —       | —          | —       | —          | —     | —          |
| Ezker Batua-Berdeak (EB-B)-Aralar                             | —            | —            | —            | —            | —         | —          | 0,89      | 0          | —           | —           | —       | —          | —       | —          | —     | —          |
| Unidad Alavesa (UA)                                           | —            | —            | —            | —            | —         | —          | —         | —          | 0,28        | 0           | 2,39    | 0          | 8,94    | 0          | 13,25 | 1          |
| Euskal Herritarrok (EH)-Herri Batasuna (HB)                   | —            | —            | —            | —            | —         | —          | —         | —          | Ilegalizado | Ilegalizado | 7,07    | 0          | —       | —          | 5,07  | 0          |

## Cultura

### Patrimonio

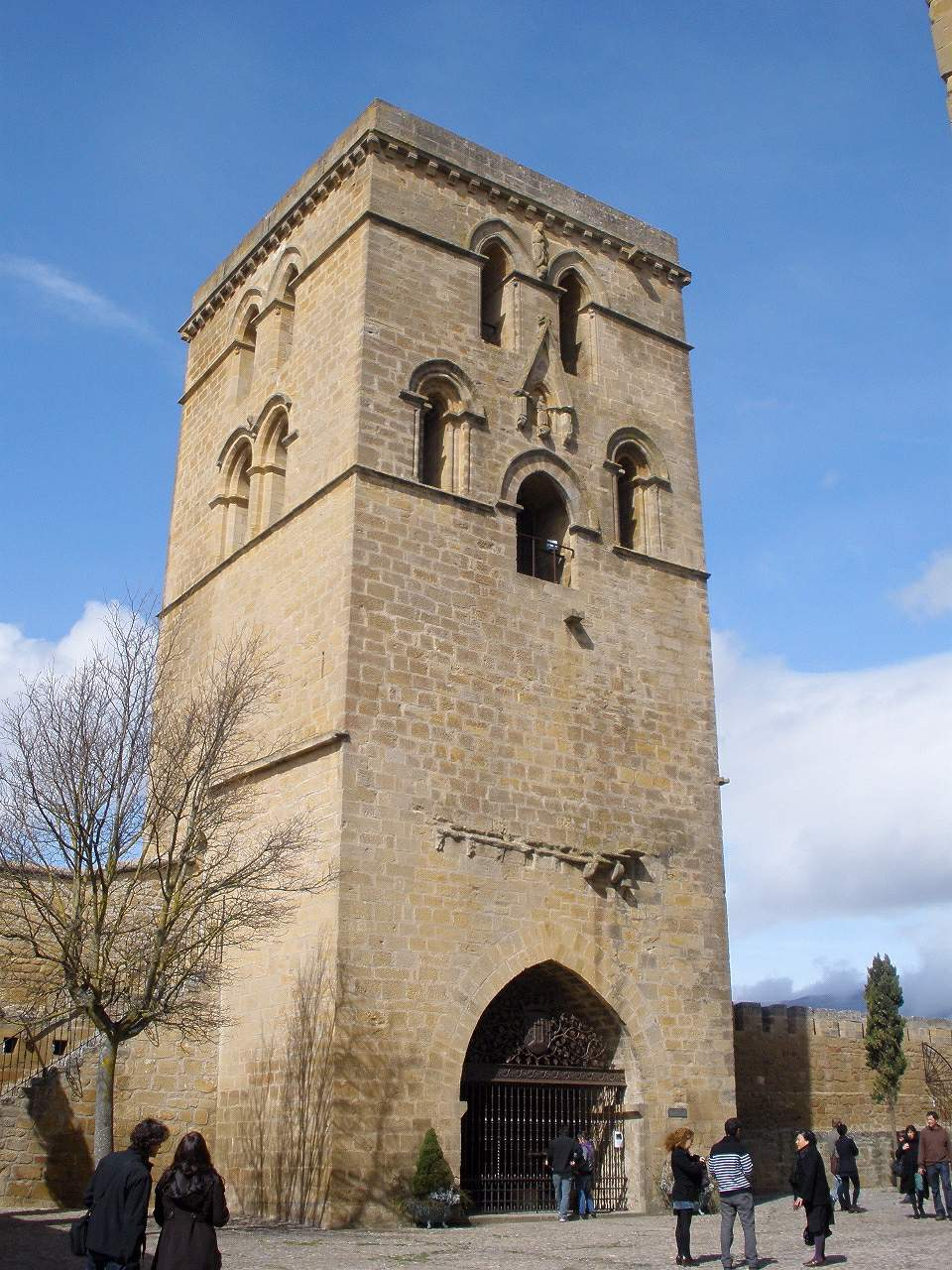
Torre Abacial

#### Monumentos religiosos
- Iglesia de Santa María de los Reyes. Se comenzó a construir en el siglo XII. En el siglo XIV tuvo lugar la construcción del templo tal y como hoy lo conocemos, a excepción del tramo principal de las naves y la cabecera, que son obra del siglo XVI. El retablo mayor, obra de Juan de Bascardo, es del siglo XVII. La pieza más destacada de la iglesia es el pórtico, que se labró a finales del siglo XIV y fue policromado en el siglo XVII. Es uno de los pocos pórticos policromados que se conservan en España. Las tallas de las arquivoltas representan a los Apóstoles; en el mainel está representada la Virgen de los Reyes, ya que ese pórtico narra la vida de la Santa Virgen. El tímpano está dividido en tres partes, con relieves historiados. Dicho pórtico se cierra con una capilla de los siglos XV-XVI que es la que ha permitido la conservación de la pintura.

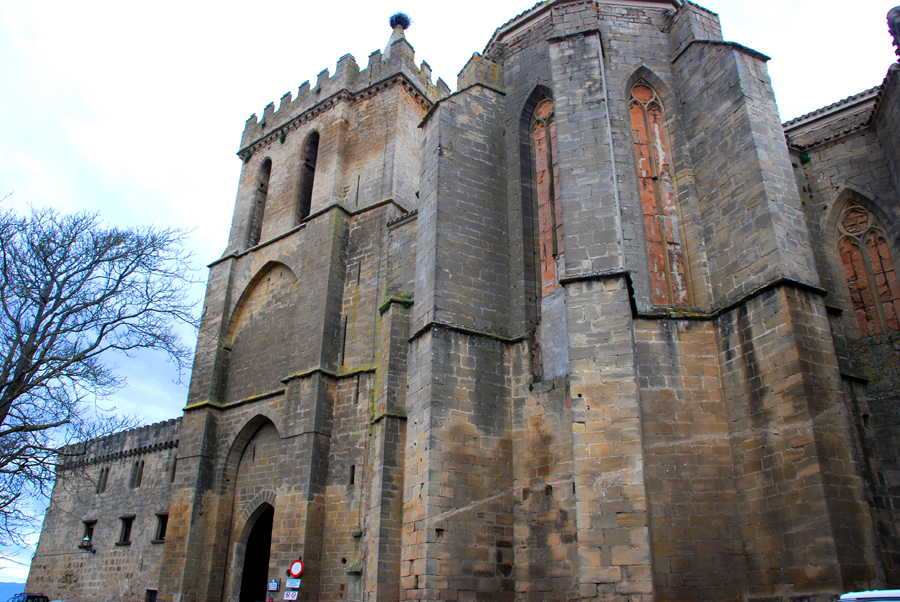
Iglesia de San Juan

- Iglesia de San Juan, que fue iniciada en estilo románico y concluida en el gótico. Tiene una capilla adosada a los pies, del siglo XVIII, consagrada a la Virgen del Pilar. Dicha capilla es la sucesora de otra capilla anterior similar a la del pórtico de Santa María, pues en esta también existía un pórtico de entrada a la iglesia con la imagen de la Virgen en el mainel. La portada sur es de finales del siglo XII, de los inicios del gótico. Su torre-campanario formaba parte de la muralla como torre principal de defensa de la zona sur de la villa y más tarde se le añadió la espadaña.

- Ermita de Santa María de Berberana, románica. Es la única iglesia en toda la Rioja Alavesa que tiene un ábside cuadrado.

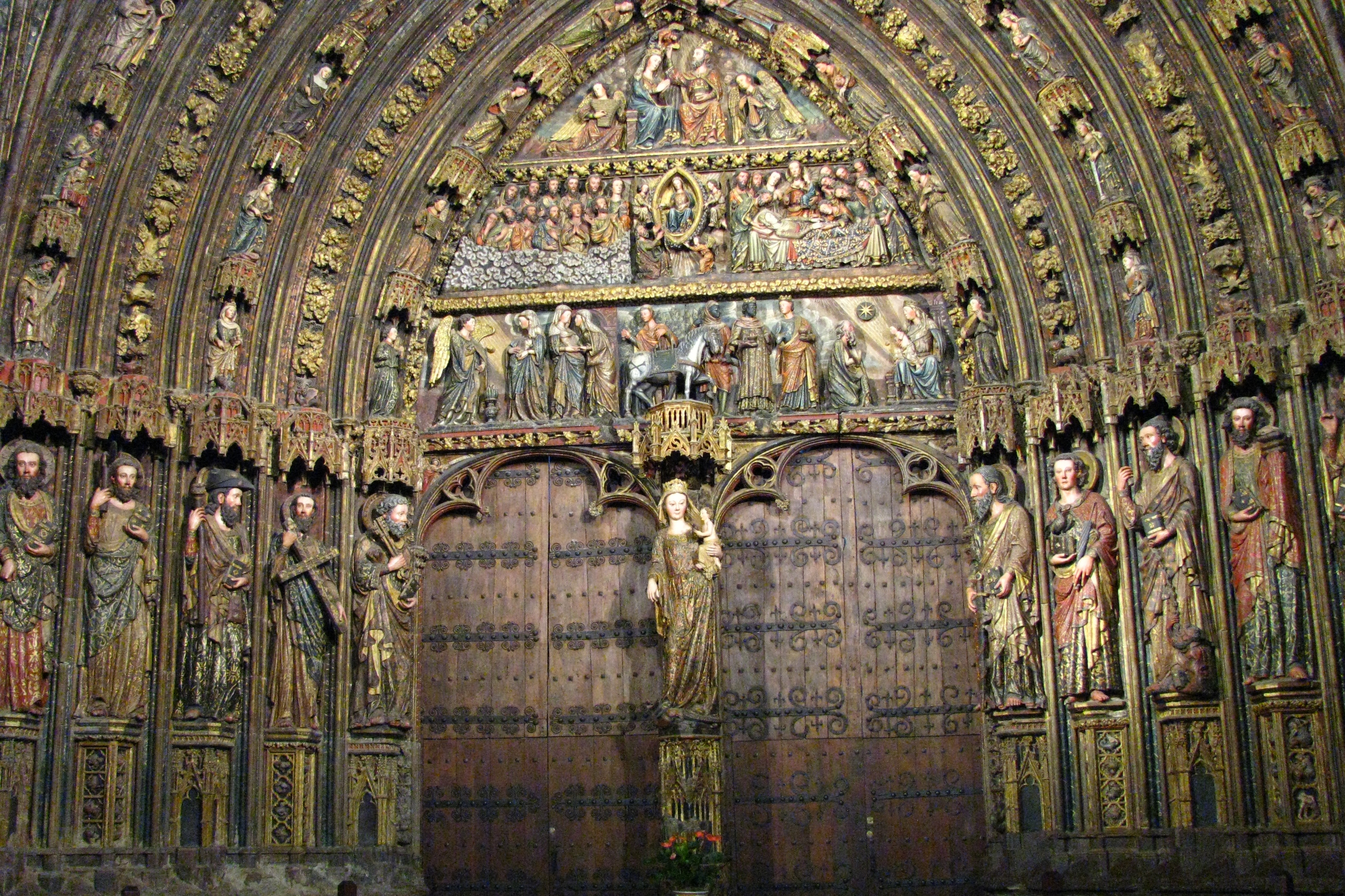
Pórtico de la iglesia de Santa María de los Reyes

- Convento de los Capuchinos. Se construyó en el siglo XVII sobre la antigua judería, en la parte baja del pueblo. Contaba con iglesia y claustro alrededor del cual se agrupaban las estancias del convento. Con la Desamortización de Mendizábal, los frailes que ahí residían fueron expulsados y el edificio pasó a tener varios usos (cárcel, escuelas, juzgado). A mediados del siglo XX el edificio fue destruido para construir el cuartel de la Guardia Civil y la casa del médico, respetándose únicamente la fachada. En la actualidad dicha fachada sigue en pie, presidiendo una plaza con una escalinata barroca de acceso desde la calle Mayor.

#### Monumentos civiles
- Muralla: La villa se fortificó en el siglo XIII por orden del rey navarro Sancho VII El Fuerte. Esa muralla, de la que solo quedan algunos restos, contaba con cuatro puertas de acceso; Páganos, Mercadal, San Juan y Santa Engracia. En el siglo XV se abrió una quinta puerta, la llamada puerta Nueva o de Carnicerías. La muralla tenía un ancho de unos dos metros, recubiertas de piedra de sillería y estaba coronada por un camino de ronda almenado. En las diferentes guerras del siglo XIX las murallas fueron muy dañadas y se reconstruyeron sobre su trazado original. Dos de sus torres se mantienen transformadas en campanarios.

- Plaza Mayor: porticada, centro de la villa. En ella se encuentran el ayuntamiento antiguo y el nuevo. Este último, construido en el siglo XIX, muestra en su fachada el escudo de la villa y un reloj carillón con unos autómatas que a las 12, 14, 17 y 20 horas danzan al ritmo de un pasacalles típico de las fiestas de la localidad.
- Ayuntamiento viejo de estilo renacentista tiene en su fachada principal un escudo imperial de Carlos V.
- Casa de la Primicia. Es el edificio civil más antiguo que se mantiene en pie de la villa. En la iglesia cobraba el antiguo impuesto de diezmos y primicias.
- Casa natal de Félix María Samaniego. Palacio del siglo XVII, casa natal de Félix María Samaniego, alberga dependencias de la Diputación Foral.
- Monumento a Félix María Samaniego. Quiosco de finales del siglo XIX de gusto oriental construido en hierro sobre un pedestal de piedra con banco corrido y escaleras de acceso al mismo. Es una pieza singular en la Arquitectura del Hierro del País Vasco. En el centro se ubica un busto del fabulista.

#### Restos prehistóricos
- Poblado celtíbero de La Hoya un importante yacimiento arqueológico protohistórico prerromano.[14] El sustrato abarca un extenso período de más de mil años, desde la Edad del Bronce —aproximadamente siglo XII a. C.— hasta finales de la Edad del Hierro —en el siglo II a. C.—, siendo uno de los núcleos de población más importantes de la etnia celtibérica de los berones.[14]

- Estanque celtibérico de la Barbacana es un estanque artificial datado en la Edad del Hierro (hace unos 2100 años) con una capacidad para cumular unos 300 000 litros de agua siendo la mayor infraestructura de esas características y de esa época encontrada en Europa. Se ubica en la parte sur del cerro en el que se asienta la villa y recoge el agua de un manantial cercano. Fue descubierto en una intervención arqueológica en ese solar en 1998 a raíz de las obras de construcción de un aparcamiento subterráneo.

Sobre una capa impermeable del subsuelo se levanta una estructura de planta irregular con muros de mampostería. Se han identificado varias ampliaciones del depósito. Tiene unas medidas de 18 por 15 metros con un muro de cierre con una altura que oscila entre los 0,85 y los 3,10 metros con un superficie de 218 m², de los cuales 126 corresponden al vaso inferior y 92 al superior.
Dentro del área del estanque se han hallado diferentes infraestructuras y objetos entre los que destaca un ara romana dedicada a las Matres, de clara raigambre céltica, que se asocia a manantiales o acuíferos minero-medicinales o termales.
- Dólmenes dentro del territorio municipal de Laguardia se halla parte del Conjunto Monumental de los dólmenes de las tierras bajas del Territorio Histórico de Álava que pertenecen al período general del Neolítico, Calcolítico, Eneolítico y Edad del Bronce. Son estructura megalíticas con funciones funerarias. En la cámara dolménica se depositaban los cadáveres en la superficie del recinto acompañados de su respectivo ajuar. Los dólmenes suelen estar conformados por tres elementos, la cámara dolménica o funeraria, donde normalmentes se dejaba el cuerpo del difunto, el pasillo de acceso y el túmulo de tierra y piedras que cubre los elementos anteriores. La cámara y el pasillo suelen estar formados por grandes losas de piedra puestas en posición vertical, llamadas ortostatos, cubiertas por otras grandes losas horizontales apoyadas en ellas.

- Dolmen de El Sotillo: es un conjunto megalítico conformado por un corredor y una cámara sepulcral del cual se han conservado 13 losas. La cámara sepulcral es de planta ovalada de 3,30 metros por 2,90 metros y está formada por 9 losas. El corredor, de 0,60 metros de ancho y 1,30 de altura, se define por 5 grandes losas y está orientado al sur. Fue excavado en 1963 por Domingo Fernández Medrano, José Miguel Barandiaran y Juan María Apellániz. Se hallaron restos de 13 inhumaciones con sus correspondientes ajuares correspondientes a diferentes épocas como instrumentos neolíticos de sílex, un brazal de arquero, un punzón metálico, puntas de flecha y cerámica campaniforme del Calcolítico y vasijas con decoración en zig-zag de la Edad del Bronce. La ocupación de la infraestructura se extiende por tres épocas diferentes que comprenden el Calcolítico, la Edad del Bronce y una última inhumación durante la Edad del Hierro, de hace 2740 años. El ADN de uno de los restos datado en la Edad del Bronce posee el haplogrupo del pueblo Yamna original del Cáucaso. En la intervención que se realizó en 2013 se cubrió el suelo de la cámara y del corredor con cascajo y, para evitar su desaminación fuera del límite del corredor, se añadió una losa en el extremo del mismo, lo que llevó a la crítica de dicha acción al convertir, de facto, el dolmen en uno de "corredor segmentado" lo que llevaría a errores en futuros estudios. Está ubicado en el límite de Laguardia con Leza.

- Dolmen de San Martín: está considerado como una de las construcciones con más antigüedad halladas en el mundo. Es un dolmen de corredor cubierto con losas planas y cámara funeraria. Todo ello rodeado por un túmulo circular de tierra y piedras que ha sido dañado por las explotación agrícola. Una característica especial de este dolmen es el doble uso que se ha dado en dos épocas diferentes. El monumento se levantó a finales del Neolítico sobre una pequeña colina que poseía un carácter sagrado para la comunidad. Sufrió la caída de dos de las losas que conformaban la cámara funeraria sobre finales del Neolítico principios del Calcolítico y siguió siendo utilizado hasta finales del Calcolítico o comienzos de la Edad del Bronce. Sobre el dolmen, apoyado en las losas de la cámara dolménica, se ha construido un chozo o guardaviñas, que aprovecha piedras del propio túmulo.

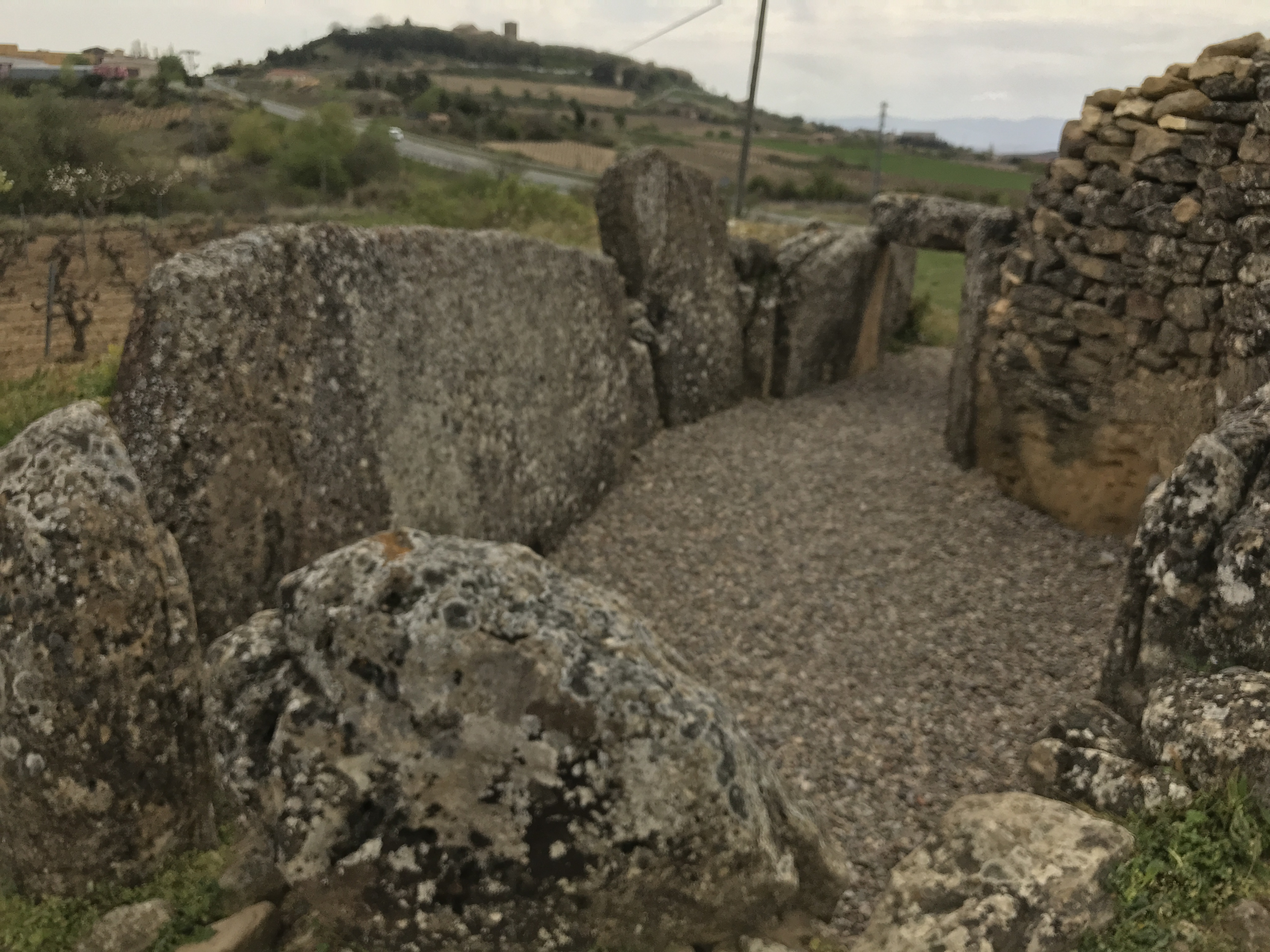
Dolmen de San Martín

Su cámara es de forma poligonal formada por 10 grandes losas de arenisca con unas dimensiones de 5,75 metros por 3,10 metros y una altura máxima de 1,90 metros. El corredor tiene una longitud de casi 5 metros y una anchura de 1,20 metros con una altura de 1,30 metros. Estaba cubierto con losas y mantiene una de ellas. El túmulo, muy dañado por las explotaciones agrícolas que lo rodean, tiene unas dimensiones de 26 por 14 metros y una altura de 2,15 metros. Estuvo cubierto por piedra caliza de color más claro. Hay un chozo salvaviñas que se ha construido sobre el dolmen apoyado sobre los ortostatos del noroeste de la cámara.
Fue localizado por José Miguel de Barandiaran y Domingo Fernández Medrano en abril de 1956 y excavado por ellos junto con Juan María Apellániz entre julio y agosto de 1964, en ella se detectaron varias capas de estratificación que dieron pie a una gran resonancia dentro del ámbito arqueológico español. Se hallaron en la cámara dos losas caídas que proporcionaron dos niveles de ocupación diferenciados, uno de ellos de época neolítica y el otro de época calcolítica. En el primer nivel se hallaron restos de 21 individuos con sus ajuares compuestos por piezas típicamente neolíticas y en el segundo se exhumaron resto de un solo individuo y se recogieron restos diversos pertenecientes ya a la Edad del Bronce. Se encontraron también tres estela funerarias hechas en arenisca que debieron estar enfiladas con orientación de sur a norte y situadas de forma contigua dando pie a la hipótesis que estas tres estela presidían el lugar donde se depositaban los individuos inhumados en la primera etapa de uso del dolmen.
Tras la excavación y estudio se realizó una intervención de restauración del monumento que consistió en reposición en su lugar de las losas caídas y la colocación de morteros entre los ortostatos. También se sujetó el único dintel que mantenía su ubicación original en el corredor.
- Dolmen de Layaza: situado al pie del puerto de Herrera es un dolmen de cámara, corredor y túmulo en el que se han hallado restos de dos individuos junto a herramientas de sílex (lascas, un raspador, núcleos y laminillas), restos de cerámica y cantos de asperón que sirvieron de molino de mano, correspondientes a sus ajuares. La cámara dolménica está formada por 7 losas de arenisca que conforman una planta poligonal irregular de 3 metros por 1,80 metros. El corredor, orientado al suroeste, tiene una anchura de 0,75 metros y una longitud de 2,60 metros, aunque incompleto mantiene clara su traza. El túmulo que rodea el conjunto es de forma ovalada con unas medidas de 26 por 16 metros.

El monumento fue descubierto en 1952 por Domingo Fernández Medrano y excavado por José Miguel de Barandiaran y Juan María Apellániz en 1957. En 1988 se llevó a cabo la restauración del monumento.
- Dolmen de Los Llanos: es un dolmen de cámara, corredor y túmulo, la cámara dolménica está formada por 6 ortostatos de arenisca que definen un área de poligonal de 3 por 2,60 metros con una altura de 1,62 metros a la que se accede por un corredor de 1,03 metros de anchura del que se conservan 5 losas de buen tamaño que se mantienen en su posición original, la altura del corredor no supera los 85 cm. El túmulo está realizado a base de piedras de buen tamaño.

El monumento se mantuvo en uso por un periodo de unos 1000 años. Se comenzó a utilizar en el Neolítico, hace unos 5200 años, hasta el Calcolítico, hace 4000 años. En él se dieron depositaron a sobre un centenar de personas con sus respectivos ajuares. Se han hallado, puntas de flecha de sílex, hachas pulimentadas, cuentas de collar, cristales de roca y varios ídolos espátula realizados en hueso de cabras u ovejas. De la etapa final se han recuperado fragmentos de cerámicas campaniformes y algunos utensilios de cobre. El monumento fue localizad en 1982 por José Ignacio Vegas Aramburu y luego excavado y estudiado por él entre 1985 y 1987. Está ubicado en el límite de Laguardia con Cripán.
- Dolmen del Alto de la Huesera: es un dolmen de corredor de gran tamaño que se ubica en el alto que le da nombre. La cámara dolménica está formada por 6 ostratos de arenisca de grandes dimensiones que forman un recinto de planta poligonal de 2,65 metros de diámetro. Las losas tienen una pequeña inclinación que hace que parezca que tienen tendencia a juntarse en el centro. Está cubierto por una losa, que se encontró partida en el interior de la cámara y se colocó en su lugar en los trabajos de restauración que se realizaron entre julio de 2010 y abril de 2011. El corredor es de ocho metros de largo y conserva algunas losas de la cubierta, Un gran túmulo rodea em monumento.

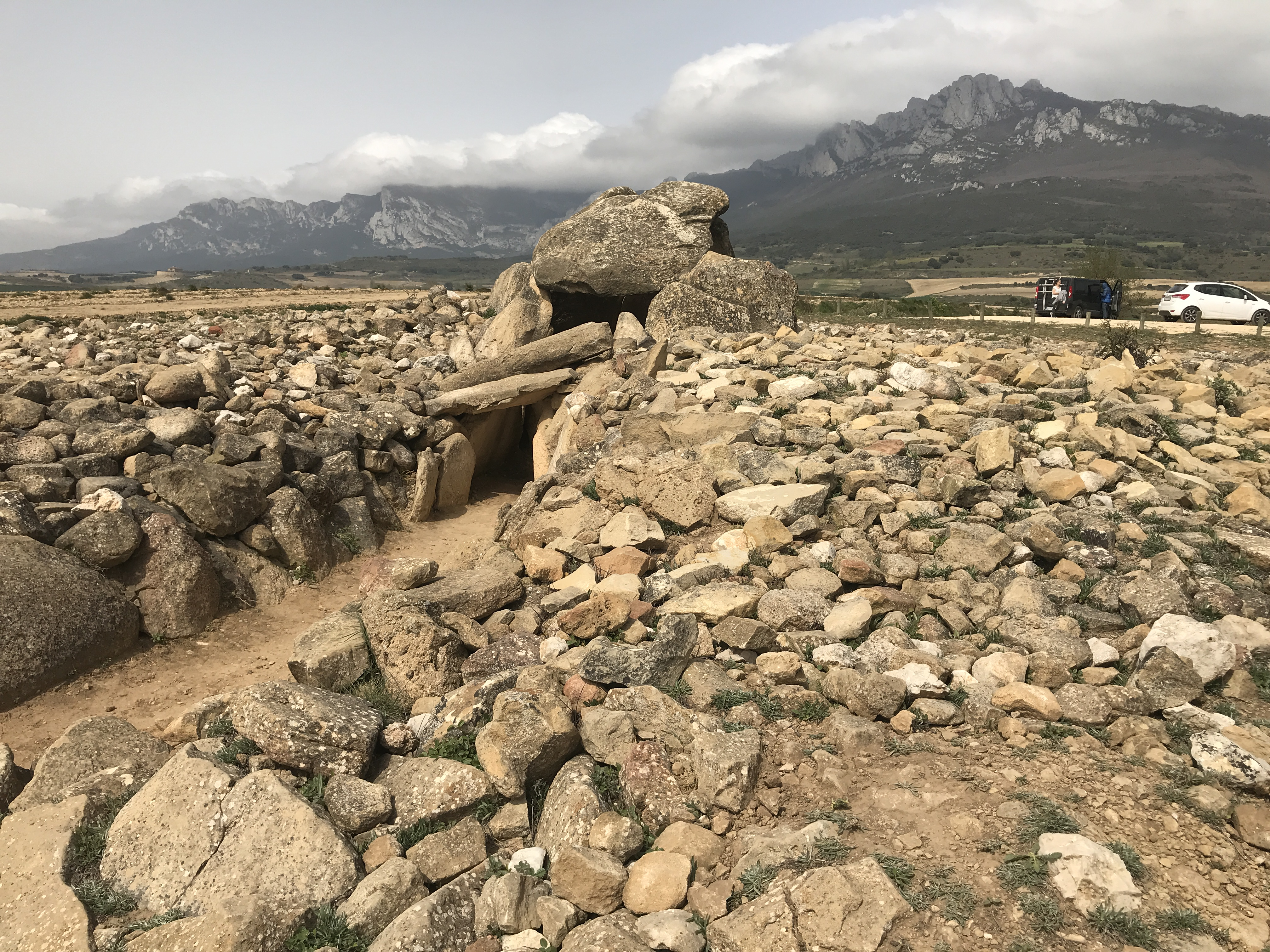
Dolmen del Alto de la Huesera

Fue descubierto en 1947 por Domingo Fernández de Medrano y excavado por él mismo al año siguiente. Entre los años 2010 y 2014 se excavó, estudió y reconstruyó. La excavación y estudio fueron encargados por la dirección del Servicio de Museos y Arqueología de la Diputación Foral de Álava a los profesores de la Universidad del País Vasco Javier Fernández Eraso y José Antonio Mujika Alustiza. Consta de un corredor ; está dividido en dos zonas, una adintelada y otra intratumular, y presenta una cámara poligonal formada por seis ortostatos y losa cobertera. Posee un recinto ceremonial y cuenta con una estela antropomorfa única en el ámbito vasco, una silueta humana con grabados que representan una mano, unos grabados que sustentan una alabarda y, a la altura del hombro, destacan dos puñales grabados. Llegó a albergar hasta ciento treinta y cinco cadáveres. Junto al monumento hay dos lagares rupestres del siglo XIV. Se localizaron restos de unos 130 individuos y objetos pertenecientes a sus ajuares entre los hay había herramientas de sílex, fragmentos de cerámica, cuentas de collares y otros abalorios de diferentes materiales. Se estima que fue construido durante el Neolítico final, hace unos 5500 años, y utilizado durante 2000 años con especial incidencia en el periodo Calcolítico. Tras la caída de la losa que cubría la cámara funeraria, se siguió utilizando hasta la Edad del Bronce.
Los trabajos de restauración se realizaron en dos fases. La primera, entre julio de 2010 y abril de 2011, fue realizada por la empresa Petra S. Coop. En ella se estabilizaron los ortostatos y se reforzaron para que soportaran el peso de la losa cobertera que se volvió a ubicar en su posición original, y se realizaron uniones entre ortostatos con morteros de cal y arena. La segunda, entre 2014 y 2015, se encargó a una empresa de construcción no especializada en restauraciones. Esta segunda fase de la restauración ha sido criticada por los participantes en la excavación y estudio del monumento, ya que afirman que no se han atendido sus indicaciones y que no se pudieron determinar las dimensiones reales del mismo al no permitírseles finalizar la intervención en el túmulo. Se ignoraron las indicaciones en la reposición y ubicación de elementos desaparecidos o retirados en el estudio y se alteró la forma de construcción del túmulo, formado por piedras imbricadas, el cual fue reconstruido por el mero amontonamiento de material rodeando el mismo con un encintado de grandes piedras.

#### Patrimonio natural y etnográfico
- Lagunas y embalse de El Prao: biotopo protegido. Engloba las tres lagunas endorreicas de Carralogroño Carravalseca y Musco, y el embalse Prao de la Paul creado sobre una antigua zona encharcada.

- Bodegas subterráneas: el subsuelo de la villa medieval está horadado por numerosas cuevas utilizadas como bodegas.

- Bodegas: fuera del recinto amurallado se encuentran otras bodegas, entre ellas las Bodegas Ysios, con un edificio del arquitecto Santiago Calatrava y Bodegas Campillo, la primera bodega de Laguardia que se construye con un proyecto arquitectónico. Varias de las bodegas admiten visitas turísticas.

### Música
La localidad de Laguardia ha sido conocida por tener entre sus habitantes músicos de gran talento en todas sus vertientes. De esta forma, varias generaciones de gaiteros han dado lugar a que se celebre el Día del Gaitero, una de sus fiestas más importantes, que se celebra en homenaje a gaiteros ilustres de esta villa y alrededores. También son parte importante de la historia musical del pueblo sus charangas y su banda municipal, que lleva en activo desde el año 1881.[cita requerida]

### Deporte
La localidad cuenta con un equipo de fútbol de división regional. Una formación anterior competía en la Liga Regional de La Rioja.
En 1967 comenzó en Laguardia la decimosexta etapa de la Vuelta ciclista a España, una contrarreloj con final en Vitoria. El ganador fue el francés Raymond Poulidor. En 2022 la cuarta etapa de la Vuelta a España finalizó en Laguardia, tras recorrer diversas partes de Álava con origen en Vitoria, el ganador fue el esloveno Primož Roglič.
Desde el año 2012, se celebra una carrera popular organizada por la peña Los Zaborricos.

## Ciudades hermanadas
Laguardia mantiene una relación de hermanamiento con la ciudad de Vayres en Francia.